# Pete Ross Winslow
Pete Ross Winslow, por vezes creditado como Pete Winslow ou ainda Peter Winslow,[carece de fontes?] é um trompetista e compositor musical estadunidense, famoso por compor músicas de fundo de programas de TV, especialmente da BBC.
No Brasil, ele ganhou notoriedade por conta de várias de suas músicas tocarem nos seriados Chaves e Chapolin, com destaque para "Banjo Billy", que também foi usada como o tema de abertura do programa Topa Tudo por Dinheiro.

## Discografia
- 1970 - The Brass Family
- 1976 - Country Hits Instrumental

com "Pete Winslow And The King Size Brass"
- 1972 - Up, Up And Away
- 1973 - Girl On The Test Card[6]
- 1973 - The Last Tango In Paris
- 1974 - Party Cruise - Brass N Singers
- 1975 - We Like Bacharach
- 1976 - When Johnny Comes Marching Home